# Andrea Stramaccioni
Andrea Stramaccioni (phát âm tiếng Ý: [anˈdrɛːa stramatˈtʃoːni]; sinh ngày 9 tháng 1 năm 1976) là một huấn luyện viên và cựu cầu thủ bóng đá Ý hiện đang dẫn dắt Esteghlal ở Giải bóng đá chuyên nghiệp Vịnh Ba Tư.
Với kinh nghiệm dẫn dắt đội trẻ của Roma và Inter, ông đảm nhận chức vụ huấn luyện viên trưởng của Inter Milan vào ngày 26 tháng 3 năm 2012 thay cho Claudio Ranieri.

## Danh hiệu
Bologna
- Serie C (1): Mùa giải 1994-1995

Roma
- Giải nghiệp dư (1): 2002-03
- Giải trẻ quốc gia (1): 2006-07
- Giải lứa sinh viên quốc gia (1): 2009-10

Internazionale
- Giải NextGen Series (1): 2011-12